# Rosolli
Il rosolli è un'insalata a base di barbabietola bollita, ed è un piatto tipico natalizio finlandese.

## Ingredienti
Il rosolli è composto da patate bollite e tagliate a dadini, carote e pezzi di barbabietola, conditi con aceto di mele, panna e talora aneto. Spesso vengono aggiunti anche cetrioli sottaceto, uova sode, cipolle o mele. In alcune zone della Finlandia, l'aringa in salamoia è un ingrediente di frequente utilizzo. L'insalata viene spesso mangiata con panna montata salata, che si colora leggermente di rosa grazie al succo di barbabietola.

## Etimologia
La parola rosolli deriva dalla parola russa rassol (salamoia) e originariamente significava salato o conservato.